# Шмиг Іван Миколайович
Іва́н Микола́йович Шмиг (27 листопада 1923 — 19 серпня 1984) — Герой Радянського Союзу. Командир відділення 990 стрілецького полку (230-та стрілецька дивізія, 5 ударна армія, 1й Білоруський фронт), молодший сержант.

## Біографія
Народився 27 листопада 1923 року в селі Чорнобай (тепер селище міського типу Чорнобай, Черкаської області). Закінчив семирічну школу, вступив на навчання в фабрично-заводське училище при Новокраматорському машинобудівному заводі ім. В. І. Леніна. Працював токарем. В Червоній Армії з грудня 1943 року. В діючій армії з жовтня 1944 р. Був поранений.
Перше бойове хрещення Іван Шмиг отримав під містом Гніздно (Польща). Рота, в якій служив молодший сержант Шмиг, обійшовши озеро, взяла ворога в кільце. За мужність, проявлену в цьому бою, Іван Шмиг був нагороджений Орденом Червоної Зірки.
Командир відділення 990 стрілецького полку (230-та стрілецька дивізія, 5 ударна армія, 1й Білоруський фронт) молодший сержант Шмиг особливо проявив себе в ході Берлінської операції.
В кінці квітня 1945 року він разом з відділенням переправився через річку Шпрее, безшумно зняв вартового, що охороняв міст через річку, і ввірвався до ворожої траншеї. В рукопашному бою та гранатами була знищена обслуга протитанкової зброї. На ходу були обірвані дроти до вибухівки, що була розташована на опорах мосту. Противник зробив спробу відбити втрачені позиції. Бій тривав дванадцять годин. За цей час через міст переправились основні сили дивізії. За мужність і відвагу, проявлені в цьому бою, Іван Миколайович Шмиг був нагороджений другим орденом Червоної Зірки.
30 квітня 1945 року в вуличному бою в Берліні на перетині Альтякобштрассе та Орланієнштрассе гітлерівці побудували дот. Весь простір перед дотом на двадцять метрів був абсолютно пустим та прострілювався. Та Шмиг знайшов вихід з положення. На його прохання сапери підірвали одну уцілівшу стіну, що знаходилась напроти зруйнованого будинку. Стіна завалилась до самого доту. З настанням темряви молодший сержант наблизився до доту і закидав його гранатами, знищивши ворожий кулемет з обслугою. Потім зі своїм відділенням ввірвався в будівлю імперської типографії, що була зайнята гітлерівцями і в рукопашному бою знищив чотирьох солдат противника. Відділення блокувало двері в приміщення першого поверху і в підвал, і зайняло оборону. За наказом молодшого сержанта Шмига було зроблено пролом в підлозі. В підвалі виявилось багато гітлерівців. В ході бою більше п'ятдесяти гітлерівців були знищені гранатами, а тридцять солдат та офіцерів здались в полон. Відділення заволоділо опорним пунктом ворога, і дало можливість іншим підрозділам полку значно просунутись вперед.
Наказом Президіуму Верховної Ради СРСР від 15 травня 1946 року за мужність, відвагу та героїзм, проявлені в боротьбі з німецько-фашистськими військами, молодшому сержанту Шмигу Івану Миколайовичу присвоєно звання Героя Радянського Союзу з врученням Ордена Леніна та медалі «Золота Зірка» (№ 7084).
Після війни Іван Шмиг був демобілізований. Жив та працював в смт. Чорнобай. Помер 19 серпня 1984 року.
На честь Героя в рідному селищі Чорнобай щорічно проводиться футбольний турнір району, а також названа одна з вулиць селища.